# Ripstop

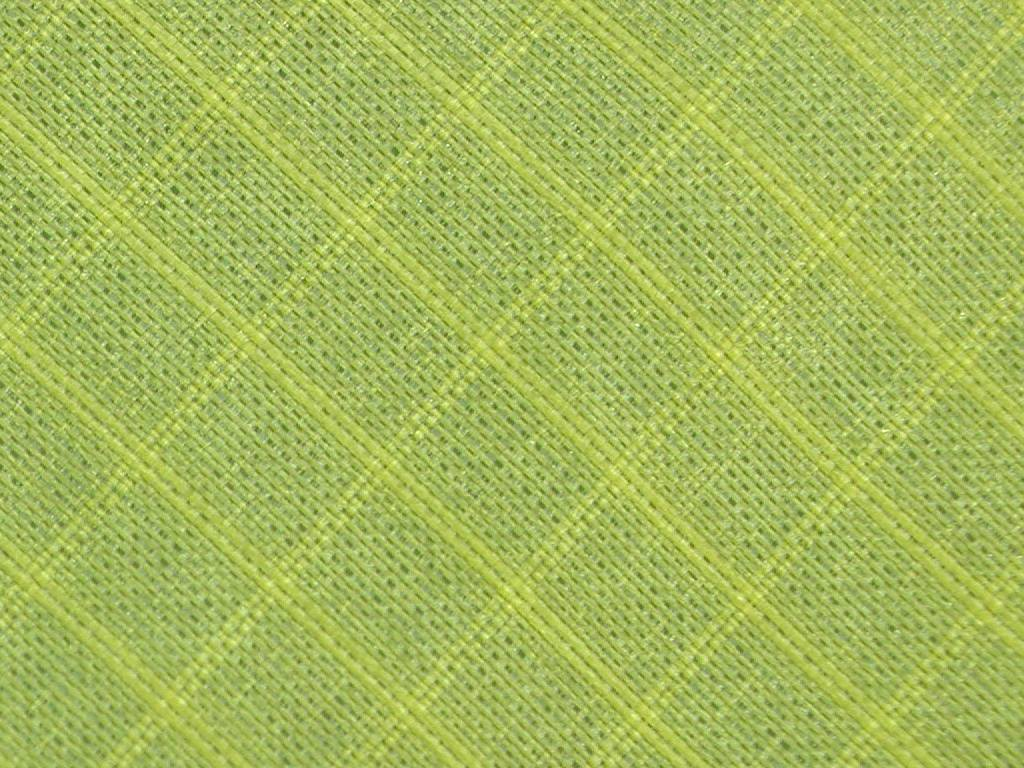
Ripstop-Gewebe eines Gleitschirms

Ripstop  bezeichnet Stoffe, die in einer speziellen Technik gewebt und besonders reißfest sind. Dabei werden im Abstand von normalerweise 5 bis 8 Millimetern dickere Fäden in das ansonsten dünnere Gewebe integriert. Das Gewebe erhält dadurch eine mehr oder weniger deutliche „Rechenkästchenstruktur“. Bei früheren Ripstop-Stoffen standen diese Fäden aus der Oberfläche heraus, was bei den inzwischen neueren Webtechniken nicht mehr so häufig vorkommt.
Vorteile von Ripstop-Geweben sind das sehr gute Gewichts-/Stabilitätsverhältnis und die Weiterreißfestigkeit. Die wichtigste Faser, die zu Ripstop-Gewebe verarbeitet wird, ist Polyamid, Handelsname Nylon, das daraus hergestellte Gewebe heißt Ripstop-Nylon. Aber auch Polyester und Aramide werden zu Ripstop-Gewebe verarbeitet.

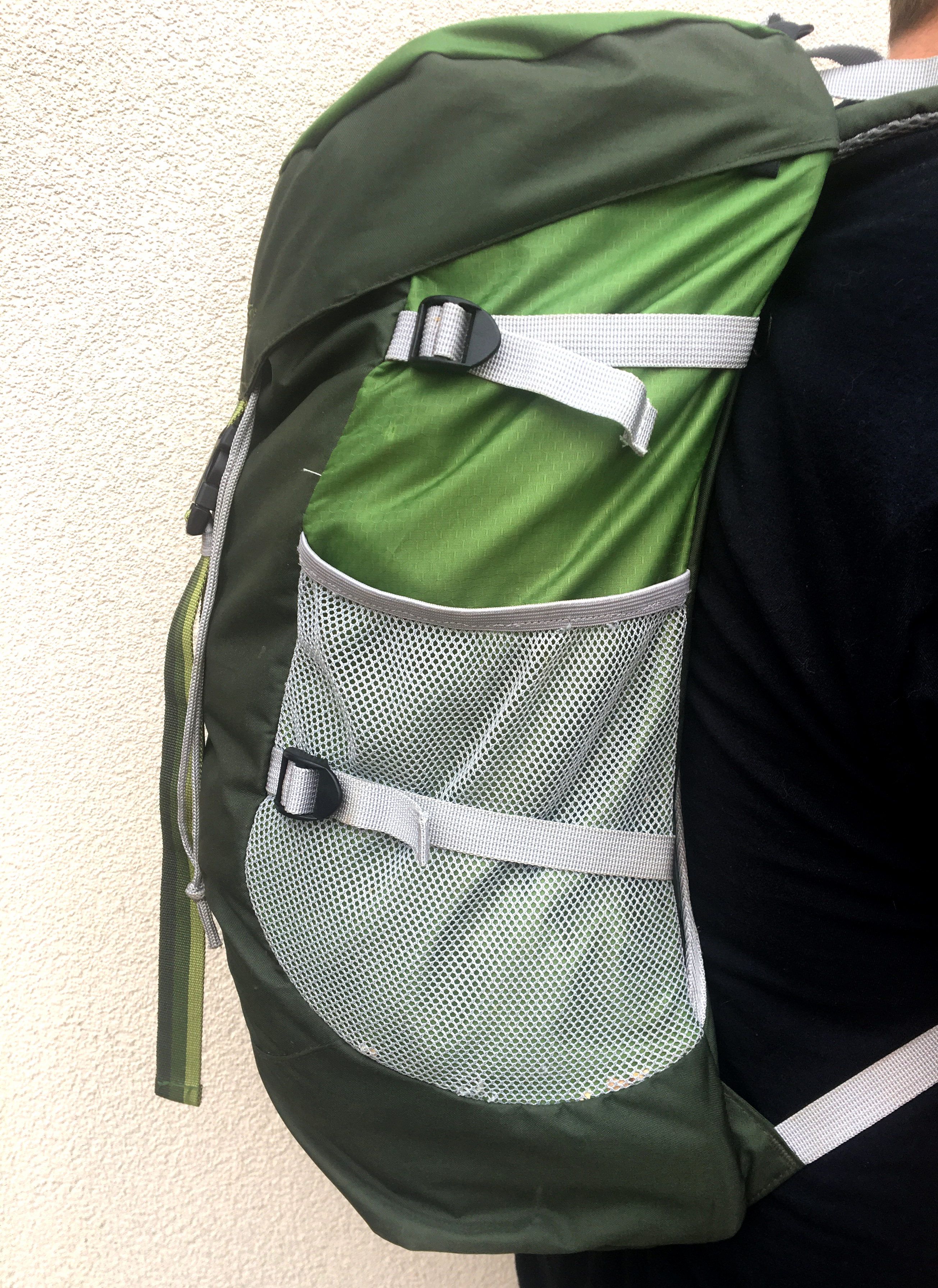
Rucksack, teilweise aus Ripstop-Nylon

## Verwendung
Ripstopnylon findet, mit verschiedenen (zum Beispiel Polyurethan- oder Silikon-) Beschichtungen versehen, Anwendung im Zeltbau, als Material für Flugdrachen, Kites, Fallschirme, Gleitschirme, Segel, (daher auch bekannt als „Spinnakernylon“), Luftschürzen von (Sport-)Luftkissenfahrzeugen (Hovercraft) und vermehrt – in meist dickeren, aber weicheren Ausführungen – in sonstigen Sportausrüstungen wie Kleidung oder Rucksäcken. Selbstklebendes Ripstop wird zur Reparatur von kleineren Rissen verwendet.